# Romandolide
Romandolide è il nome commerciale di un muschio sintetico aliciclico, caratterizzato da un distinto odore muschiato, talcato, terroso. Rispetto al simile Helvetolide risulta meno fruttato e ambretta. Viene utilizzato come fragranza in prodotti da bagno, detersivi, cosmetici e profumi. In profumeria è uno dei componenti di molti profumi famosi; alcuni esempi sono Absolu (Rochas, 2002), Murmure (Van Cleef & Arpels, 2002) e Valentina Pink (Valentino, 2015).

## Sintesi e proprietà
Romandolide è stato sintetizzato per la prima volta da Alvin Williams nel 1998 nei laboratori della Firmenich sostituendo il gruppo gem-dimetile di Helvetolide con un gruppo carbonile.  In questo modo la molecola è più semplice da sintetizzare; lo schema di sintesi è rappresentato nella figura seguente. La molecola di Romandolide in soluzione tende ad assumere una conformazione che si avvicina a quella di un macrociclo, analogamente al simile Helvetolide. La soglia olfattiva di Romandolide è 0,40 ng/L in aria, mentre quella di Helvetolide è 1,7 ng/L.

Schema della sintesi del Romandolide